# Nephthea columnaris
Nephthea columnaris is een zachte koraalsoort uit de familie Nephtheidae. De koraalsoort komt uit het geslacht Nephthea. Nephthea columnaris werd in 1895 voor het eerst wetenschappelijk beschreven door Studer. 